# GtkRadiant
 (septembre 2012).
Si vous disposez d'ouvrages ou d'articles de référence ou si vous connaissez des sites web de qualité traitant du thème abordé ici, merci de compléter l'article en donnant les références utiles à sa vérifiabilité et en les liant à la section « Notes et références ».
GtkRadiant est un éditeur de niveau (carte) pour des jeux vidéo. C’est un outil de level design.
GtkRadiant trouve ses origines sur l'éditeur Q3Radiant, permettant de réaliser des niveaux pour le jeu Quake III Arena, développé initialement comme un projet interne d’id software avec la collaboration de Loki Entertainment Software. Il a été modifié par Robert Duffy, programmeur pour Id Software, qui a ajouté le principe de l'éditeur multi-moteurs, permettant de réaliser des niveaux pour plusieurs jeux ainsi que l'utilisation de la bibliothèque GTK+, facilitant le portage de l'application sur d'autres systèmes d'exploitation. le code source du logiciel a été diffusé sous la GNU GPL le 19 février 2006. Le développement est alors devenu communautaire.
L'éditeur est disponible pour Linux, FreeBSD, macOS et Windows.

## Historique et versions
La version 1.5 de GtkRadiant est venue remplacer la 1.4 à la fin du mois d'Avril 2007. Cette mise à jour ajoute de nombreuses modifications importantes, au niveau du logiciel lui-même, mais aussi avec la prise en charge de nouveaux jeux et la capacité d’ajouter des jeux supplémentaires sans modification du logiciel par l’ajout d’un « gamepack », un ensemble de fichiers décrivant les formats utilisés par défaut et certains paramètres.
Conçu initialement pour Quake III Arena, le logiciel est focalisé autour des formats utilisés par le moteur id Tech 3 (archives PK3, shader scripts…).
Pour les besoins du développement de Quake Live (initialement annoncé sous le nom de Quake Zero), id Software a maintenu une version nommée ZeroRadiant
fondée sur la version 1.4 et qui repris ensuite le nom de GtkRadiant avec le numéro de version 1.6. GtkRadiant 1.6 est donc directement basée sur la version 1.4 et n’inclut pas les modifications de la version 1.5.
Certaines versions comme la version 1.5 ont pris en charge des jeux tels qu’Half-Life, Soldier of Fortune II: Double Helix, GunZ: The Duel, Call of Duty, Medal of Honor : Débarquement allié, Star Wars Jedi Knight II: Jedi Outcast, The Transfusion Project, etc.
Depuis sa libération, le développement de GtkRadiant a été plusieurs fois forké, donnant naissance à plusieurs projets dérivés.

### GtkRadiant
GtkRadiant 1.6 prend en charge les jeux Quake,  Quake II, Quetoo, Quake III Arena, Quake Live, Urban Terror, Return to Castle Wolfenstein, Wolfenstein: Enemy Territory, Star Wars Jedi Knight: Jedi Academy, Star Trek: Voyager - Elite Force et Unvanquished.

### NetRadiant
NetRadiant est une dérivation de GtkRadiant 1.5.0.
NetRadiant prend en charge DarkPlaces, Xonotic, Nexuiz, Unvanquished, Tremulous, Warsow, Smokin' Guns, Q3Rally,  Open Arena, Quake, Quake II, Quetoo, Quake III Arena, Doom 3, Quake 4, Return to Castle Wolfenstein, Wolfenstein: Enemy Territory, Prey, Neverball, Kingpin: Life of Crime, UFO: Alien Invasion, Heretic II, et Star Wars Jedi Knight: Jedi Academy.
À la différence de GtkRadiant qui code en dur la liste des jeux pris en charge, la prise en charge d’un jeu par NetRadiant se fait par l’ajout d’un « gamepack ». La liste des jeux pris en charge n’est donc pas nécessairement exhaustive.
NetRadiant est développé comme un sous projet du jeu Xonotic et est développé conjointement avec le projet Unvanquished.

### DarkRadiant
DarkRadiant est une dérivation de NetRadiant développée par l'équipe de développement du jeu The Dark Mod, un jeu inspiré de Dark Project : La Guilde des voleurs sur le moteur de Doom 3.
Cette variante est focalisée sur la prise en charge des technologies du moteur id Tech 4 afin d’éditer les niveaux de jeux basés sur ce moteur comme Doom 3, Quake 4 et Prey.

### UFORadiant
UFORadiant est une dérivation d’une ancienne version de DarkRadiant, désormais uniquement dédiée à la prise en charge du jeu UFO: Alien Invasion, il offre donc la prise en charge la plus complète pour celui-ci.